# Ruth Waldstetter

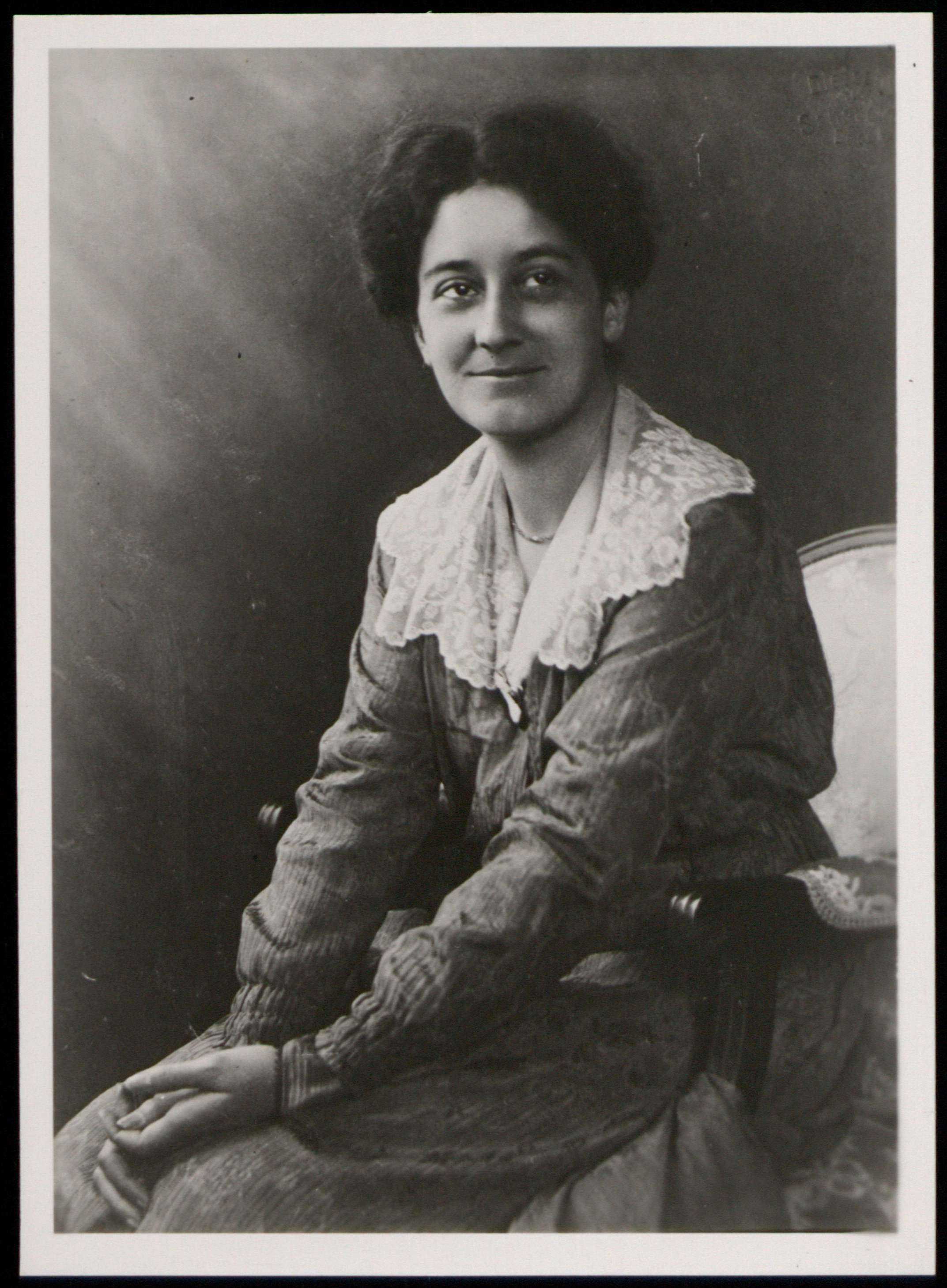
Ruth Waldstetter (zwischen 1898 und 1915)

Ruth Waldstetter (* 12. November 1882 in Basel; † 26. März 1952 in Arlesheim) ist das Pseudonym der Schweizer Schriftstellerin und Journalistin Martha Behrens-Geering. Waldstetter veröffentlichte Gedichte, Erzählungen, Romane und Dramen und war eine der ganz wenigen Schweizer Autorinnen ihrer Zeit, deren Stücke an renommierten Bühnen aufgeführt wurden.

## Leben und Werk
Ruth Waldstetter absolvierte Schulen in Basel (Ausbildung zur Lehrerin), es folgten Sprachstudien in Basel, Grossbritannien und Deutschland. Der erste Roman (Die Wahl) erschien 1910 bei S. Fischer, Berlin und machte Waldstetter als Schriftstellerin bekannt. 1915 heiratete sie den Dichter und Buchhändler Eduard Behrens und zog nach Bern, wo zahlreiche weitere Werke entstanden. Darunter waren 1917 der erfolgreiche, mehrfach aufgelegte Roman Eine Seele und zwei Dramen, die am Stadttheater Bern aufgeführt wurden. 1922 liess sie sich von ihrem Mann scheiden und arbeitete in Paris als Korrespondentin für die Basler National-Zeitung, bei der sie nach ihrer Rückkehr in die Schweiz ab 1923 auch als Theaterkritikerin wirkte. In der Folge entstanden weitere Werke, meist Erzählungen, sowie der Roman Das Schicksalsjahr (1949). Waldstetter engagierte sich im Vorstand des P.E.N.-Clubs und von 1933 bis 1941 auch im Vorstand des Schweizerischen Schriftsteller-Vereins. Wiederholt setzte sie sich für die Sache der Frau ein, so veröffentlichte sie 1920 Gedanken zum Frauenstimmrecht und referierte am zweiten schweizerischen Kongress für Fraueninteressen in Bern 1921 über Die Frau in der deutsch-schweizerischen Literatur. Ruth Waldstetter starb verarmt 1952 in Arlesheim.
Die Auseinandersetzung junger Menschen, vor allem auch Frauen, mit dem Korsett bürgerlicher Konventionen und Erwartungen war immer wieder Thema ihrer Werke. Es klingt schon in der schmalen Sammlung Lyrische Gedichte an, die Waldstetter mit ungefähr 18 Jahren veröffentlichte, damals noch unter ihrem bürgerlichen Namen Martha Geering. Daraus ein Beispiel:
Im Mai.

Geh nicht allein hinaus

In klaren, schönen Nächten

Im Mai:

Winde flüstern leise,

Flüstern süsse Weise,

Die du nicht hören sollst,

            Jüngferlein!

Sitz einsam träumerisch

Nicht unter Fliederbüschen

Im Mai,

Wo beim Nesterbauen

Vöglein sich vertrauen,

Was du nicht wissen sollst,

            Jüngferlein!

Hör nicht in Dämmerstunden

Nach deines Herzens Pochen,

Im Mai:

Aus dem dunklen Schlagen

Tönt dir sehnend Fragen,

Dem du nicht lauschen darfst,

            Jüngferlein!
Auch ein grosser Teil des erzählerischen Werks ist diesem Thema gewidmet. Die Akteure sind meist gut situierte Bürger, wenn auch oft von wirtschaftlichem Niedergang bedroht. Ihre Freiheit wird sowohl durch ökonomische Zwänge als auch durch die sozialen Bande beschränkt. Im ersten Roman, Die Wahl, zum Beispiel, entscheidet sich der Protagonist gegen seine tieferen Bedürfnisse und trotz Bedenken für eine Heirat mit der Jugendgeliebten, weil ihm das eingebrachte Frauengut ermöglicht, sich an der vom Onkel mehr schlecht als recht geführten Firma des verstorbenen Vaters zu beteiligen und damit den Geschäftsgang mitzubestimmen. Zwangsläufig aber wird «das Zusammenleben der Eheleute zu einem quälenden Gefangenendasein», als er beginnt, seinen Neigungen mehr nachzuleben und soziales Engagement zu entwickeln, für das seine Frau und deren Familie kein Verständnis haben.
Im zweiten Roman, Eine Seele, ist es die junge Protagonistin Charlotte Hoch, die zielstrebig und konsequent, gleichzeitig aber auch rücksichtsvoll und umsichtig ihre Interessen verfolgt: Sie hadert mit dem, was als Schicksal über Frauen ihrer Schicht vorbestimmt scheint:
«Ein bisschen sticken, ein bisschen backen, ein bisschen klimpern – und dann endlich den ersten besten Mann nehmen, der vielleicht von dem was uns beunruhigt und doch auch wie ein hoher Leitstern über uns ist, gar keine Ahnung hat!»
Stattdessen möchte sie ein Studium ergreifen, um ihrem Leben mit entsprechender Arbeit Sinn zu geben, stösst dabei zunächst aber auf den Widerstand ihrer Mutter, den sie schliesslich dank der Fürsprache ihr wohlgesinnter Personen überwinden kann. Bei allem sozialkritischen Potential, das in solchen Konstellationen angelegt ist, fehlt bei Waldstetter der aggressiv-kämpferische Ton. (Dies gilt in besonderer Weise auch für einen Text wie den Zeitschriftenartikel Gedanken zum Frauenstimmrecht.) Das leitende Interesse Waldstetters in diesem Roman ist denn auch nicht so sehr das Sozialkritische, als vielmehr das Psychologisch-Existenzielle, das tief empfundene Ureigene des Menschen: «auch darüber führt die seelische Anlage dieser Charlotte Hoch weit hinaus, daß der Entwicklungsroman erledigt sei in der Erreichung einer beruflichen Verwertung des Lebens. Es handelt sich nicht darum, Krankenschwester zu werden, sondern eine Seele, heißt es einmal.»
Um tief Empfundenes geht es auch in zwei kürzeren Erzählungen, die traumatische Grenzerfahrungen des Krieges zum Gegenstand haben: In Der unnütze Mensch lesen wir den Briefwechsel zwischen einem Kriegsversehrten, der nur dank der hingebungsvollen Pflege einer Krankenschwester überlebt, der aber ans Bett gefesselt bleiben wird – weshalb er sich selber als «unnützen Menschen» bezeichnet – und ebendieser Pflegerin. Diese gewinnt aus der Dankbarkeit, die ihr der Kranke entgegenbringt, überhaupt erst die Kraft für ihre belastende Arbeit im Kriegslazarett. Und in Der Berufene zeigt sich die existenzielle Dimension der Kriegserlebnisse: Ein Soldat wird sich am Ende des Krieges bewusst, dass die Extremsituationen einen anderen Menschen aus ihm gemacht haben. Entgegen den Erwartungen der Umgebung, die auf eine Wiederaufnahme der vielversprechenden Künstlerlaufbahn hofft, weiss er, dass er etwas anderes, wesentlicheres tun muss. Was das genau sein soll, darüber ist er sich noch nicht im klaren; und bevor er sich entscheiden muss, ereilt ihn der Tod, als er bei Strassenkämpfen als Sanitäter eingesetzt wird.
In den frühen Dramen geht es um gesellschaftliche Probleme der damaligen Zeit: Um die Verantwortung des Künstlers gegenüber seinem Werk, die im Konflikt steht zu seiner Verantwortung gegenüber seinen Nächsten (Der Künstler) und um die Durchsetzung der eigenen Meinung einer Ehefrau, ohne die Ehe zu gefährden, wenn der Ehemann entschieden anderer Ansicht ist (Familie). Das spätere Merlins Geburt spielt in einer «poetisch-legendären Welt der Sage» und schildert den Kampf zwischen einer als keltisch verstandenen Geheimweisheit, die Elemente christlicher Mystik amalgamiert hat einerseits und dem vordringenden, dogmatisch-amtskirchlichen Christentum andererseits:
"Damit zeigen sich die beiden Pole von Waldstetters Schreiben: Kritik und Aufbegehren auf der einen, Resignation, Verinnerlichung, Vergeistigung auf der andern Seite. Charakteristisch auch der abrupte, für die Leserin kaum nachvollziehbare Wechsel von der einen zur anderen Seite, vom Widerstand zum Rückzug – ein brüchiges Nebeneinander von gesellschaftsbezogener Kritik und der Sehnsucht nach geistiger Harmonie."
Waldstetters Opus magnum ist gleichzeitig die Summe ihres Schaffens: Der Roman Das Schicksalsjahr. Hier sind viele Themen und Motive aus den früheren Werken aufgegriffen und zusammengeführt: die Frau zwischen Beruf und Familie, die Verantwortung des Künstlers, der Sinn des Leidens und eine Religiosität fern jeglicher Dogmatik, die den Menschen «die Bruderschaft im göttlichen Ursprung» empfinden lässt. Neben und in einem gewissen Sinn noch vor der Religion ist es in diesem Werk vor allem die Musik, die befähigt ist, das Wesentliche des Daseins auszudrücken. Pierre, der Pfarrer, sagt einmal im Gespräch mit dem Komponisten Paul, seinem Bruder, Musik sei „die Sprache, die alles in die Sphäre des Gültigen hebt. Anders als unser Gestammel!“

## Auszeichnungen
- Mehrere Werke Waldstetters wurden von der Schweizerischen Schillerstiftung ausgezeichnet, so 1911 Die Wahl, 1914 Das Haus «Zum grossen Kefig»  und 1938 Die silberne Glocke. 1942 erhielt Waldstetter eine Ehrengabe. Sieben weitere Male zwischen 1917 und 1935 folgten Beiträge, die nicht mit einem einzelnen Werk verbunden waren.[15]
- Ehrenpreis des Staatlichen Literaturkredits Basel (für den Roman Das Schicksalsjahr) 1950.

## Werke (Auswahl)

### Literarische Werke
- Lyrische Gedichte. 4 Seiten, ohne Verlagsangabe, ohne Jahr (vermutl. 1899).
- Die Wahl. Roman. S. Fischer, Berlin 1910.
- Das Haus «Zum grossen Kefig». Erzählung. Gebr. Paetel, Berlin 1913.
- Die Frucht der Erziehung. Erzählung. Bern 1916. doi:10.5169/seals-636443
- Kleinbürger. Erzählung. Zürich 1916. doi:10.5169/seals-575266
- Eine Grabrede. Zürich 1916. doi:10.5169/seals-573203
- Eine Seele. Roman. A. Francke, Bern 1917.
- Leiden. Erzählungen. Huber, Frauenfeld 1917
- Der Künstler. Dramolett. / Familie. Schauspiel in drei Aufzügen. A. Francke, Bern 1919. (Uraufführung: 17. Mai 1919 am Stadttheater Bern[16])
- Der unnütze Mensch. Erzählungen. A. Francke, Bern 1921.
- Aus der Einsamkeit. Verse. Geering, Basel 1921.
- Aufstieg. Drei Erzählungen. Verein für Verbreitung guter Schriften, Basel 1923
- So ist das Leben. Erzählungen. C. F. Müller, Karlsruhe 1930
- Merlins Geburt. Dramatische Dichtung in drei Bildern (Nach einer bretonischen Sage). Musik von Jan Stüten. Verlag von Rudolf Geering, Basel 1934. (Uraufführung: 17. Februar 1935 am Stadttheater Basel[16])
- Robert und Alix. Eine Szene. In: Basler Dichterbuch, 1935. Hrsg. von der Staatlichen Kommission zur Förderung des heimischen Schrifttums. Schwabe, Basel 1935, S. 127–140. (Uraufführung: 15. Februar 1942 am Stadttheater Basel[16])
- Die silberne Glocke. Erzählungen. A. Francke, Bern 1937.
- Nüchterdinger Geschichten. Mit Zeichnungen von Fritz Krummenacher. In: Neue Schweizer Bibliothek, Band 71. Schweizer Druck- und Verlagshaus, Zürich [1944], S. 3–83.
- Das Schicksalsjahr. Roman. Huber, Frauenfeld 1949.

### Vorträge und Aufsätze zu Politik und Literatur
- Gedanken zum Frauenstimmrecht. In: Die Schweiz, schweizerische illustrierte Zeitschrift. Band 24, Zürich (1920), Seiten 98–100. doi:10.5169/seals-572055
- Die Frau in der deutsch-schweizerischen Literatur. In: Bericht über den zweiten schweizerischen Kongress für Fraueninteressen, Bern, 2.–6. Oktober 1921. Bern 1921, S. 173–177.
- Die Frau im Parlament. In: Die Schweiz, schweizerische illustrierte Zeitschrift. Band 25, Zürich (1921), S. 150–152. doi:10.5169/seals-572211
- Modernes Drama. In: Schweizerische Monatshefte für Politik und Kultur. Band 1, Heft 2. Verlag der Genossenschaft zur Herausgabe der Schweizerischen Monatshefte für Politik und Kultur,  Zürich (April 1921–März 1922), S. 79–82. doi:10.5169/seals-153992